# Magnus Carlsen Chess Tour

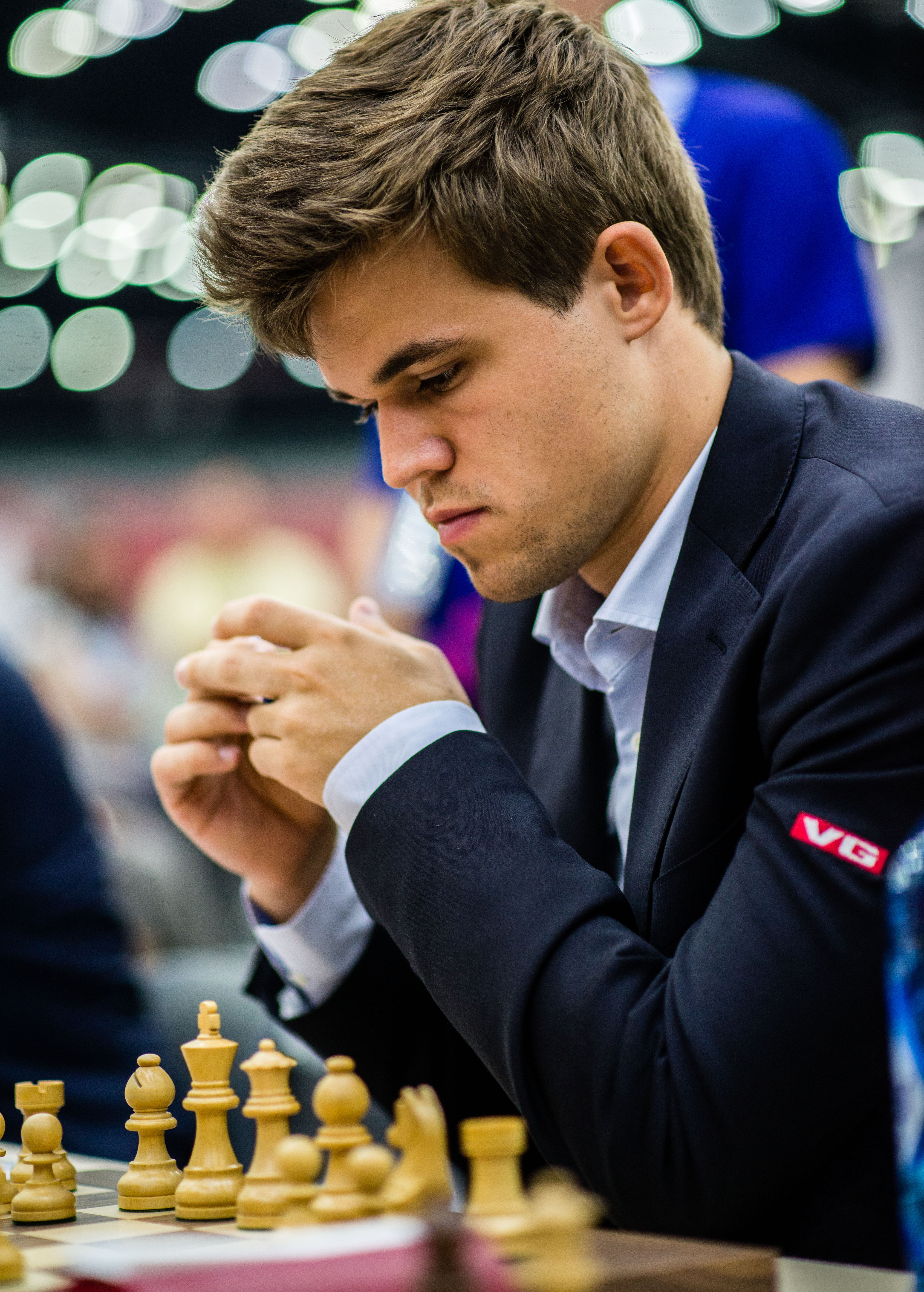
Magnus Carlsen, Initiator des Turniers

Die Magnus Carlsen Chess Tour war eine Serie von über das Internet veranstalteten Schnellschachturnieren, die von April bis August 2020 stattfand. Neben dem amtierenden Schachweltmeister Magnus Carlsen, der die Tour in Zusammenarbeit mit der Schachplattform Chess24.com und anderen Sponsoren organisierte, nahmen viele weitere Spieler der Weltspitze teil. Mediale Aufmerksamkeit erlangte die Tour als eine von wenigen Sportveranstaltungen während der COVID-19-Pandemie.

## Hintergrund
Wegen der COVID-19-Pandemie kam der Sportbetrieb weltweit größtenteils zum Erliegen, im Schachsport wurde zuletzt das Kandidatenturnier Jekaterinburg 2020 am 26. März unterbrochen. Über Schachserver wird Schach jedoch weiterhin online gespielt, auch von zahlreichen Spielern der Weltspitze. Daraufhin organisierte Magnus Carlsen zunächst das Einladungsturnier Magnus Carlsen Invitational 2020 mit der Plattform Chess24.com, an der er finanziell beteiligt ist. Dieses Turnier war ein großer Erfolg, so dass es nach der Beendigung als Auftakt für eine komplette Tour diente.
Im November findet eine Neuauflage der Online-Schnellschach-Tour statt.

## Übertragung
Die Turniere wurden im Internet unter anderem kostenlos auf Chess24.com übertragen und von Großmeistern in vielen verschiedenen Sprachen kommentiert. Für Chess24.com kommentierten u. a. Jan Gustafsson, Pjotr Swidler und Lawrence Trent auf Englisch. Der norwegische Fernsehsender TV 2 und der russische Sender Match TV zeigten das Magnus Carlsen Invitational live, ebenso der Streamingdienst DAZN.

## Turniere
Die Tour bestand aus vier verschiedenen Turnieren und endete mit einem Finalturnier im August.
| Turnier                        | Zeitraum                      | Dotierung      | Teilnehmerzahl | Sieger         |
| ------------------------------ | ----------------------------- | -------------- | -------------- | -------------- |
| Magnus Carlsen Invitational    | 10. April bis 3. Mai 2020     | 250.000 Dollar | 8              | Magnus Carlsen |
| Lindores Abbey Rapid Challenge | 19. Mai bis 3. Juni 2020      | 150.000 Dollar | 12             | Daniil Dubow   |
| Chessable Masters              | 20. Juni bis 5. Juli 2020     | 150.000 Dollar | 12             | Magnus Carlsen |
| Legends of Chess               | 21. Juli bis 5. August 2020   | 150.000 Dollar | 10             | Magnus Carlsen |
| Grand Final                    | 9. August bis 20. August 2020 | 300.000 Dollar | 4              | Magnus Carlsen |

## Modus
Den vier besten Spielern eines Turniers stand jeweils ein Platz im nächsten Turnier zu. Das Feld wurde dann mit acht weiteren Spielern aufgefüllt.
Die Sieger der Turniere qualifizierten sich für das Grand Final im August. Für den Fall, dass ein Spieler zwei oder mehr Turniere gewinnt, wurden die freien Plätze nach einem Punktesystem vergeben: 10 Punkte für den zweiten Platz, 7 für das Erreichen des Halbfinales und 3 fürs Viertelfinale. 

## Tourwertung
| Name                   | MC-Invitational | Lindores Abbey Rapid Challenge | Chessable Masters | Legends of Chess | Gesamtpunktzahl |
| ---------------------- | --------------- | ------------------------------ | ----------------- | ---------------- | --------------- |
| Magnus Carlsen         | Sieger          | 7                              | Sieger            | Sieger           | 7               |
| Hikaru Nakamura        | 10              | 10                             | 3                 | 0                | 23              |
| Fabiano Caruana        | 7               | 0                              | 3                 | 0                | 10              |
| Ding Liren             | 7               | 7                              | 7                 | 0                | 21              |
| Daniil Dubow           | 0               | Sieger                         | 0                 | 0                | 0               |
| Lewon Aronjan          | 0               | 3                              | 0                 | 0                | 3               |
| Wesley So              | 0               | 3                              | 0                 | 0                | 3               |
| Yu Yangyi              | 0               | 3                              | 0                 | 0                | 3               |
| Wladislaw Artemjew     | 0               | 0                              | 3                 | 0                | 3               |
| Alexander Grischtschuk | 0               | 0                              | 3                 | 0                | 3               |
| Anish Giri             | 0               | 0                              | 10                | 7                | 17              |
| Jan Nepomnjaschtschi   | 0               | 0                              | 7                 | 10               | 17              |
| Sergei Karjakin        | 0               | 3                              | 0                 | 0                | 3               |
| Vishy Anand            | 0               | 0                              | 0                 | 0                | 0               |
| Wladimir Kramnik       | 0               | 0                              | 0                 | 0                | 0               |
| Pjotr Swidler          | 0               | 0                              | 0                 | 7                | 7               |
| Wassyl Iwantschuk      | 0               | 0                              | 0                 | 0                | 0               |
| Boris Gelfand          | 0               | 0                              | 0                 | 0                | 0               |
| Péter Lékó             | 0               | 0                              | 0                 | 0                | 0               |

Die Grün hinterlegten Spieler qualifizierten sich für das Grand Final.